# Magali Clément
Pour les articles homonymes, voir Clément.
Magali Clément est une actrice et réalisatrice française, née Magali Murryel Louis le 27 novembre 1947 à Viroflay et morte le 15 novembre 2008 à Bayeux.
Dans son éloge funèbre à Marie Trintignant, le 6 août 2003, Jean-Jacques Aillagon, ministre de la culture et de la communication cite Magali Clément : « (…) avec aussi, outre votre mère, Nadine, des réalisatrices, témoins et actrices de la conquête par les femmes du droit de faire elles aussi le cinéma, Magali Clément, Martine Dugowson, Maria de Medeiros et Claire Devers ».

## Filmographie

### Actrice
- 1970 : Crime et Châtiment
- 1973 : L'Inconnu
- 1976 : Monsieur Klein de Joseph Losey
- 1976 : La Poupée sanglante de Marcel Cravenne TV
- 1977 : Dernière sortie avant Roissy de Bernard Paul
- 1978 : Sale rêveur de Jean-Marie Périer
- 1978 : Vas-y maman de Nicole de Buron
- 1978 : Médecins de nuit de Philippe Lefebvre, épisode : Alpha
- 1978 : Médecins de nuit de Philippe Lefebvre, épisode : Jean-François
- 1979 : Les Naufragés du Havre
- 1981 : La Gueule du loup de Michel Léviant
- 1981 : Sans famille, mini-série de Jacques Ertaud, épisode 3 La Proie pour Londres : Monette
- 1981 : Maria Vandamme, feuilleton de Jacques Ertaud en 3 épisodes
- 1983 : Coup de feu (film), court-métrage
- 1987 : Les Cinq Dernières Minutes, épisode Claire obscure de Franck Apprederis
- 1987 : Jaune revolver

### Réalisatrice
- 1983 : Coup de feu, court-métrage
- 1987 : La Maison de Jeanne
- 1987 : L'amour est blette, court-métrage`
- 1991 : Des cornichons au chocolat (TV)
- 1994 : Dieu que les femmes sont amoureuses

## Théâtre
- 1976 : Les Estivants de Maxime Gorki, mise en scène Michel Dubois, Comédie de Caen
- 1978 : Les Assiégés de Francis Stone, mise en scène Jean-Gabriel Nordmann, Théâtre Mouffetard